# Amanz Gressly

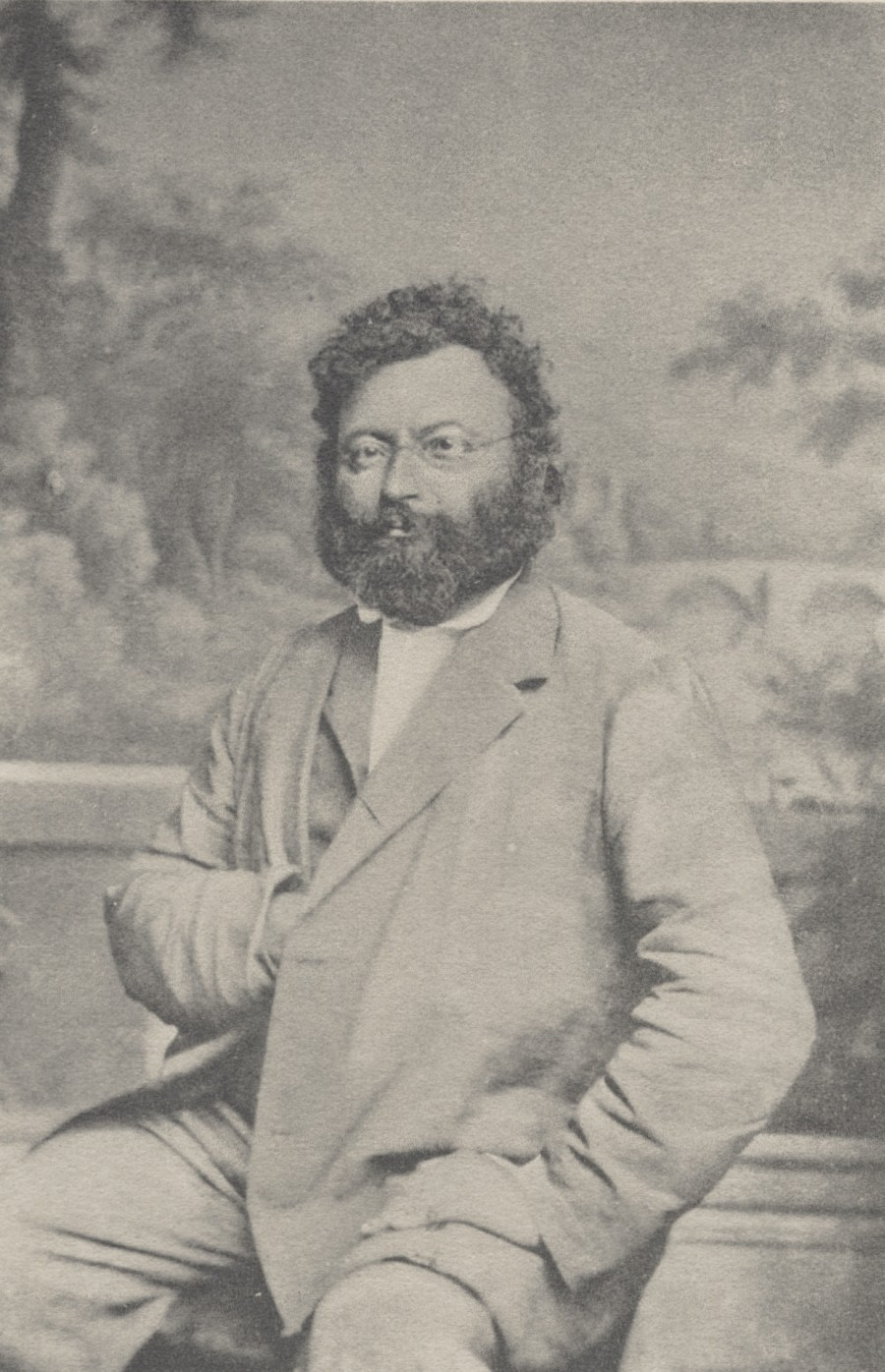
Amanz Gressly rond 1860

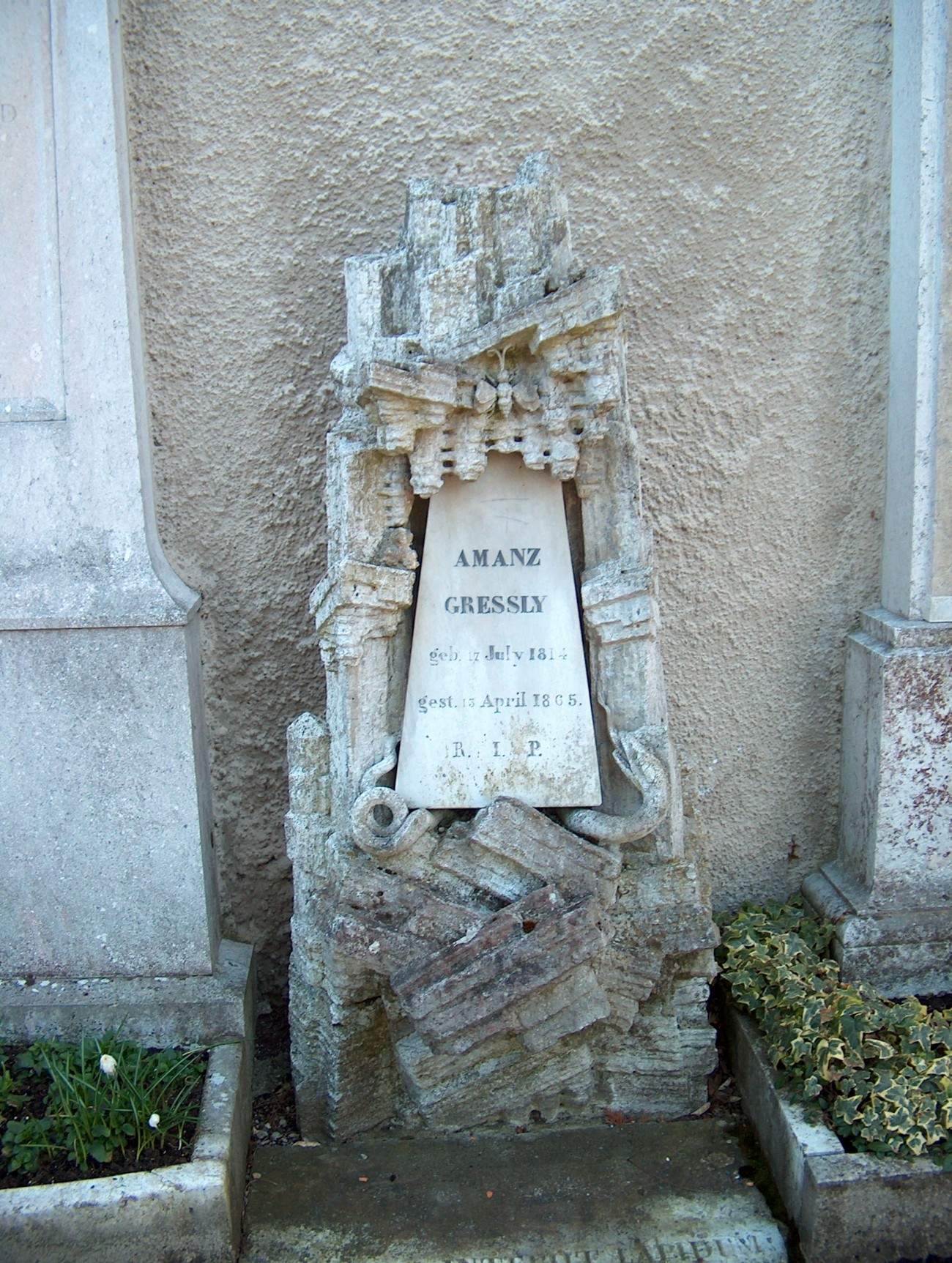
Grafsteen van Amanz Gressly

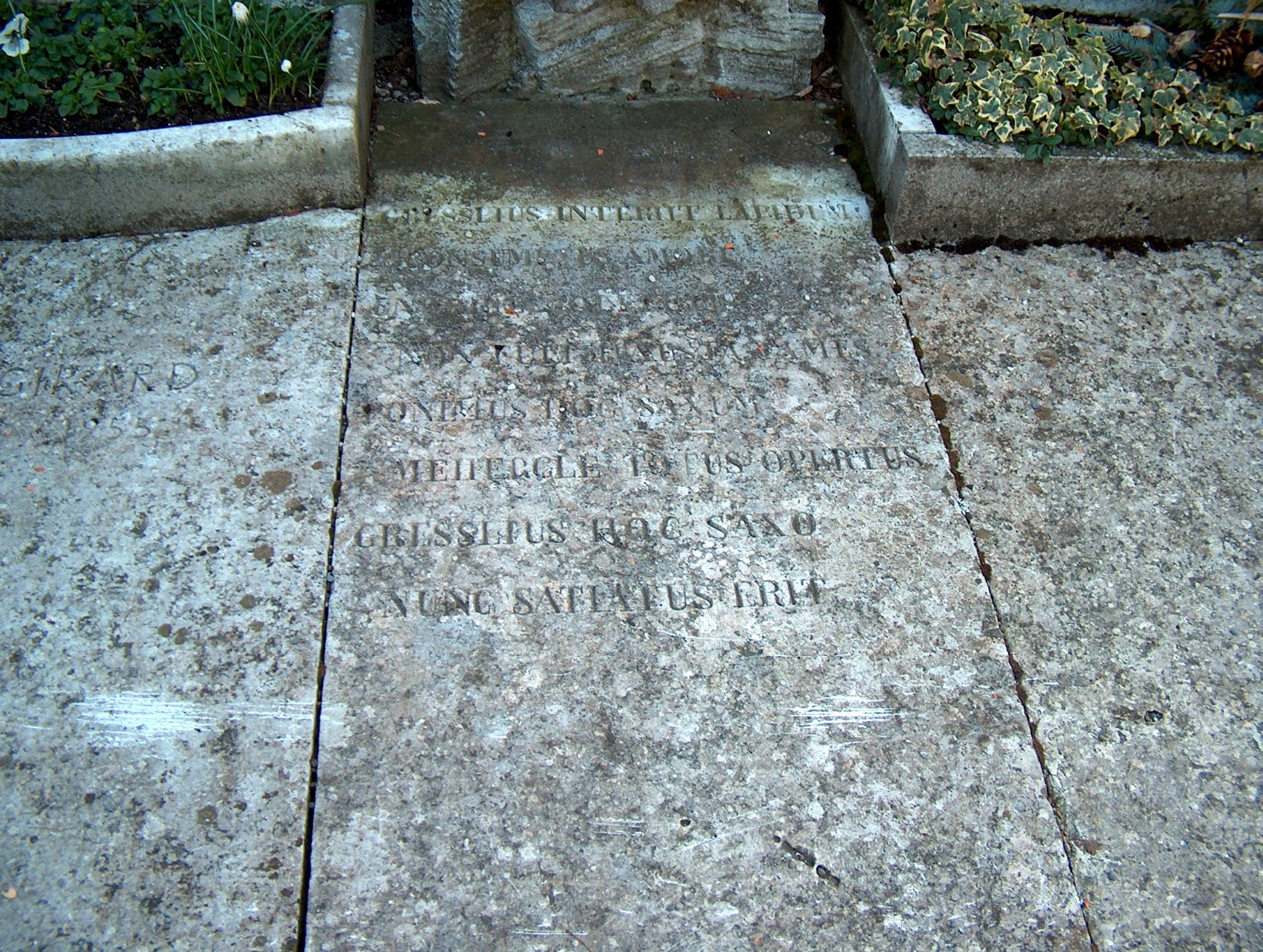
Grafschrift van Gressly

Amanz Gressly (Bärschwil, 17 juli 1814 - Bern, 13 april 1865) was een Zwitsers geoloog en paleontoloog. Hij is de opsteller van het begrip facies en geldt als een van de grondleggers van de moderne stratigrafie en paleo-ecologie.

## Biografie
Amanz Gressly werd op 17 juli 1814 in Bärschwil geboren als oudste zoon van Xaver Franz Gressly en Margrit van Glutz-Ruchti in een gezin van acht kinderen. De Gressly's stonden bekend als een welgestelde familie, maar in de jaren rond 1850 ging de glasblazerij van de ouders failliet. Het deed Amanz veel pijn om zijn vader te zien verarmen en deed er alles aan om hem te helpen, hoewel hij zelf ook in financiële problemen zat.
Hij slaagde er toch in om in 1834 een studie geneeskunde in Straatsburg aan te vangen, waar hij al snel mee ophield. Hij richtte zich op zijn grote passie, de geologie en werd een autodidact in dat vakgebied. Het was in deze tijd dat Gressly begon met het driftig zoeken naar en verzamelen van fossielen. Er werd van hem gezegd: "Ausser Steinen ist ihm nichts auf der Welt vorhanden, und ich glaube, durch Zerschlagen einer fossilen Muschel vor seinen Augen könnte man ihn zu hysterischen Konvulsionen bringen."; "Buiten stenen heeft hij niets op deze wereld en ik geloof dat hij hysterisch zou worden als men voor zijn ogen een fossiele mossel zou kapotslaan."
Vanaf 1836 woonde Gressly vooral in de stad Neuchâtel (Duits: Neuenburg), waar hij samen met Carl Vogt en Edouard Desor werkte voor Louis Agassiz. Deze had Gresslys rijke en goed gedocumenteerde stenenverzameling opgemerkt en hem uitgenodigd naar Neuenburg te komen. In het werk dat Agassiz aan mosselen en andere mollusken wijdde, staat een dankwoord aan Gressly voor zijn materiaal opgenomen. Een nieuw gevonden mosselsoort werd door Agassiz steevast een "Gresslya" genoemd.
Toch voelde Gressly zich in Neuenburg niet thuis en zijn relatie met Agassiz werd moeizamer. Hoewel hij Agassiz eerst als voorbeeld zag en vereerd was met hem samen te mogen werken, ebde zijn enthousiasme weg toen Agassiz door Gressly gevonden fossielen meenam op zijn reizen naar de Verenigde Staten. Ook trok Agassiz een eerder aanbod om Gressly mee te nemen naar de VS later in.
In het begin van de jaren vijftig van de negentiende eeuw, werd Gressly gevraagd om geologisch advies bij de bouw van tunnels en spoorwegen door het Jura-gebergte. Hij maakte hierbij gebruik van een van de eerste geologische profielen, een manier die tot dan toe niet werd toegepast binnen de geologische wetenschap.
In 1859 en 1861 maakte Gressly enkele reizen, naar de Golfe du Lion in Zuid-Frankrijk om zeedieren te bestuderen en naar de Noordkaap, het eiland Jan Mayen en IJsland, samen met Carl Vogt en onder leiding van Georg Berna.

## Overlijden
Al sinds zijn jeugd leed Gressly aan psychische problemen, die verergerden in de jaren zestig van de negentiende eeuw. Vanaf 1864 was Gressly onder behandeling van een psychiatrische kliniek in Bern. Hoewel hij daar aan de beterende hand was, overleed hij op 13 april 1865 toch plotseling aan een beroerte.
Amanz Gressly ligt op de begraafplaats St. Niklaus bij Solothurn begraven. Zijn grafschrift in het Latijn luidt:
Gresslius interiit lapidum consumptus amore,

Undique collectis non fuit hausta fames.

Ponimus hoc saxum. Mehercle! totus opertus

Gresslius hoc saxo, nunc satiatus erit.

## Wetenschappelijke bijdragen
In het omvangrijke werk Observations géologiques sur le Jura Soleurois dat Gressly tussen 1838 en 1841 schreef, bracht hij voor het eerst het begrip "facies" naar voren, een begrip dat later werd gebruikt om de faciesregel van Johannes Walther op te stellen.
Het in 1857 beschreven dinosauriërsgeslacht Gresslyosaurus, vermoedelijk hetzelfde geslacht als Plateosaurus, werd naar Amanz Gressly genoemd die er botten van had gevonden.